# Monika Ritz
Monika Ritz (* 4. Oktober 1964 in Heidenheim an der Brenz) ist eine ehemalige deutsche Fechterin.
Ritz begann mit dem Fechten im Alter von 10 Jahren beim Heidenheimer SB. Sie errang im Juniorenalter den Gewinn der Deutschen Mannschafts-Meisterschaften im Florett 1980 und 1981 sowie 1984 den dritten Platz im Damen-Mannschafts-Florett. Nachdem Degenfechten auch für Frauen zugelassen wurde, startete sie bei den Weltmeisterschaften 1989 in Denver, erreichte im Einzel den vierten Platz und konnte ein Jahr später ihren größten Erfolg mit dem Gewinn der Mannschafts-Weltmeisterschaft feiern. Im Einzel wurde sie 25.
Ritz erhielt 1993 für ihre sportlichen Leistungen vom Bundespräsidenten Richard von Weizsäcker das Silberne Lorbeerblatt.